# Mongolfiera (costellazione)
La Mongolfiera (Globus Aerostaticus in latino) era una costellazione introdotta dall'astronomo tedesco Johann Elert Bode sul suo atlante celeste Uranographia del 1801, ma si ritiene che fosse stata suggerita a quest'ultimo dall'astronomo francese Joseph Jérôme Lefrançois de Lalande nel 1798 per onorare i fratelli Montgolfier, pionieri dei viaggi in mongolfiera. Era situata a sud dell'Aquario e del Capricorno.